# Andreu Murillo Tudurí
Andreu Murillo Tudurí (Maó, Menorca, 22 de juny de 1930 – Maó, Menorca, 5 de juny de 2007) va ser un historiador menorquí. Es llicencià en Filosofia i Lletres per la Universitat de Barcelona i era especialista en història moderna i contemporània; va exercir de mestre d'ensenyança primària a Girona, primer, i a Maó fins a la seva jubilació.
Va redactar diverses entrades que la Gran Enciclopèdia Catalana té per a Menorca i es va encarregar dels fascicles d'història de l'Enciclopèdia de Menorca. Va ser membre de l'Institut Menorquí d'Estudis i del seu Consell Científic. Intervingué als congressos i a les trobades en nom de Menorca, l'etern representant a les taules rodones, conferenciant, polemista al diari, prologuista, pregoner de la Festa Major, és a dir, l'intel·lectual al carrer.
Va ser coordinador de la UNED. Participà en la Universitat Catalana d'Estiu a Prada, al Primer Encontre de Ciències Humanes i Socials dels Països Catalans, a la Segona Setmana de Cultura Catalana a la Universitat de Barcelona i, també, a les Trobades a les Illes de la Mediterrània. Fou secretari de l'Ateneu de Maó els anys 60, conseller de Cultura del Consell Insular de Menorca en els anys de la preautonomia (1979-1983), també formà part del Consell General Interinsular i va intervenir directament en la ponència redactora de l'Estatut d'Autonomia de les Illes Balears de 1983.
El 1995 va rebre el Premi Josep M. Llompart als Premis 31 de desembre de l'Obra Cultural Balear, i el 2001 el Premi Ramon Llull.

## Obres
- La revolució menorquina de 1810 (1977)
- Documentació medieval menorquina: el llibre la Cort Reial de Ciutadella, índex de cartes registrades des de 1350 a 1403 (1981)
- L'home i la terra a Ferreries: finals del segle xvi i començaments del XVII (1987)
- Aportació documental a la història de Menorca; El segle xv; Els jueus dins la societat menorquina del segle XIV (Maó,1990) amb Ramon Rosselló i Vaquer
- La revolta menorquina contra Joan II (1463-1472) (Maó, 1981).